# Grumbach (Breitungen)
Grumbach ist eine zur Gemeinde Breitungen/Werra im Landkreis Schmalkalden-Meiningen in Thüringen gehörende Kleinsiedlung.

## Lage
Grumbach liegt an dem gleichnamigen Gewässer nördlich von Breitungen und östlich der Werra an der Bundesstraße 19. Die Flur befindet sich meist in der Werraniederung und an den anliegenden Hängen bis Barchfeld.

## Geschichte
Am 13. September 1137 wurde erstmals urkundlich die Ansiedlung erwähnt.
Das große Gehöft am Rande des Weilers Richtung Barchfeld gehörte zu Grumbach und war das Gutshaus. Bis 1862 gehörte es der Familie Butler, hennebergische Lehnsleute. 1925 wurde Grumbach nach Breitungen eingemeindet.